# Софийска търговско-промишлена камара
Софийската търговско-промишлена камара (СТПК) е нестопанска организация със седалище в София, създадена на 16 февруари 2005 г.
Тя е наследник на Софийската търговско-индустриална камара, която е сред пъвите 4 камари в България, учредена през 1895 г. От 1912 г. камарата се помещава в сградата на улица „Славянска“ № 2, която днес е паметник на културата от национално значение. Дейността на Софийската и на останалите регионални камари е прекратена през 1948 г.
Основната задача на Софийската камара е да защитава бизнес интересите на своите членове, които са фирми от София; да осъществява бизнес контакти; да провежда професионално обучение и семинари. Софийската камара си партнира с браншовите организации и регионалните палати/камари.
На 2 ноември 2006 г. Софийската камара възобновява издаването на „Търговски вестник“, който камарата е започнала да издава на 2 ноември през 1911 г. Вестникът е седмичник и неговата основна задача е да бъде средство за защита на интересите на бизнеса.